# صامويل مينسرو
صامويل مينسرو (بالإنجليزية: Samuel Mensiro) (19 مايو 1989 بغانا - ) هو لاعب كرة قدم غاني في مركز الدفاع. لعب مع فوريست غرين ونادي أوربرو ونادي أوسترسوند وEvesham United F.C. ‏ ونادي لدبري تاون.

## روابط خارجية
- صامويل مينسرو على موقع اتحاد السويد (السويدية)
- صامويل مينسرو على موقع Soccerbase.com (لاعب) (الإنجليزية)
- صامويل مينسرو على موقع Soccerway.com (الإنجليزية)